# Стафордшър Моорландс (община)
Община Стафордшър Моорландс (на английски: Staffordshire Moorlands District) е една от деветте административни единици в област (графство) Стафордшър, регион Уест Мидландс. Населението на общината към 2008 година е 95 500 жители разпределени в множество селища на територия от 575.85 квадратни километра. Главен град на общината е Лийк.

## География
Община Стафордшър Моорландс е разположена в северната част на графството, по границата с областите Чешър и Дарбишър.
Градове на територията на общината:
| град   | на английски | население |
| ------ | ------------ | --------- |
| Лийк   | Leek         | 18 768    |
| Бидълф | Biddulph     | 17 241    |
| Чийдъл | Cheadle      | 10 797    |

## Демография
Разпределение на населението по религиозна принадлежност към 2001 година:
| религия          | на английски        | брой жители | %      |
| ---------------- | ------------------- | ----------- | ------ |
| Християни        | Christian           | 78 227      | 77,45% |
| Будисти          | Buddhist            | 85          |        |
| Хиндуисти        | Hindu               | 42          |        |
| Евреи            | Jewish              | 32          |        |
| Мюсюлмани        | Muslim              | 78          |        |
| Сикхи            | Sikh                | 38          |        |
| Други            | Other               | 157         | 0,17%  |
| Атеисти          | No religion         | 9260        | 9,80%  |
| Запазена в тайна | Religion not stated | 6570        | 6,95%  |
| общо             |                     | 94 489      |        |